# Controfigura per un delitto
Controfigura per un delitto (One More Time) è un film del 1970 diretto da Jerry Lewis.
Si tratta del seguito di Sale e pepe: super spie hippy. Nel film fanno una brevissima apparizione anche Christopher Lee e Peter Cushing.

## Trama
Un uomo ricco viene ucciso misteriosamente. Il suo gemello, povero, ne prende il posto. Vive la sua vita al castello ma scopre i loschi traffici in cui era coinvolto il fratello scomparso.

## Produzione
Questo è l'unico film che Jerry Lewis diresse ma non interpretò (anche se ha un ruolo come voce narrante). Decise di farlo solo per il piacere di passare del tempo con i suoi due amici Davis e Lawford.
Durante le riprese a Londra accadde esattamente quello che si riscontrò a Parigi 4 anni prima, quando fu girato Boeing Boeing. La star che tutti riconoscevano ed invitavano ai programmi televisivi era Jerry Lewis, in totale declino in patria, ma ancora superstar in Europa.

### Cast
Lawford interpreta entrambi i gemelli Pepper.
Peter Cushing e Christopher Lee fanno nel film un breve cameo rispettivamente nei panni del Barone Frankenstein e del Conte Dracula. In un'intervista al mensile Ciak, Lee ha dichiarato di non essersi mai troppo divertito ad interpretare Dracula nel ciclo di film della Hammer Film Productions, tuttavia nell'occasione del suo cameo nel film di Lewis, trovò la cosa piacevole.